# 光州ワールドカップ競技場
光州ワールドカップ競技場（朝: 광주월드컵경기장, Gwangju World Cup Stadium）は、大韓民国の光州広域市西区にあるサッカー兼陸上競技場である。2002 FIFAワールドカップの韓国の会場で正式名称に「ワールドカップ競技場」が含まれるものでは陸上トラックが設けられている唯一のスタジアムである。

## 概要
2001年9月にオープンし、2002 FIFAワールドカップ会場として使用された。韓国が準々決勝でスペインを破ってアジア勢初のベスト4進出を決めた競技場としてよく知られている。その時の韓国代表監督だったフース・ヒディンクに敬意を表しフース・ヒディンク・スタジアムと名称変更が検討されたこともある。
ワールドカップ終了後の2003年から国軍体育部隊（尚武）と光州広域市との縁故地（ホームタウン）協約に基づいて設立された光州尚武フェニックスの本拠地として使用された。尚武との縁故地契約が満了する2010年に市民クラブとして光州FCが設立され、翌2011年から同クラブの本拠地として引き続き使用されていたが、2020年からは光州ワールドカップ競技場補助競技場を大幅に改修した約1万人収容の光州サッカー專用球場が使用されている。
2007年には全国体育大会のメイン会場として、2015年7月には夏季ユニバーシアードの会場として、それぞれ使用されている。
メインスタンド及びバックスタンドは屋根で覆われているが、サイドスタンドは屋根がない。

## 交通
- 光州交通公社1号線双村駅より2km
- 光州総合バスターミナル（Uスクエア）より、市内バス풍암26系統でワールドカップ競技場停留所下車。所要時間15分。
- 光州空港よりタクシー20分、バス30分。[1]

## 備考
1. ↑  光州FCホームページ